# Umami
Umâmi (旨味, Umami, umami) é um dos cinco gostos básicos do paladar humano, como o ácido, doce, amargo e salgado, e é uma palavra de origem japonesa (うま味?), que significa "gosto saboroso e agradável". Essa escrita, em particular, foi escolhida a partir da palavra umai (うまい) "delicioso" e mi (味) "gosto". Os caracteres 旨味 são usados com um significado generalizado, quando um alimento é considerado delicioso.

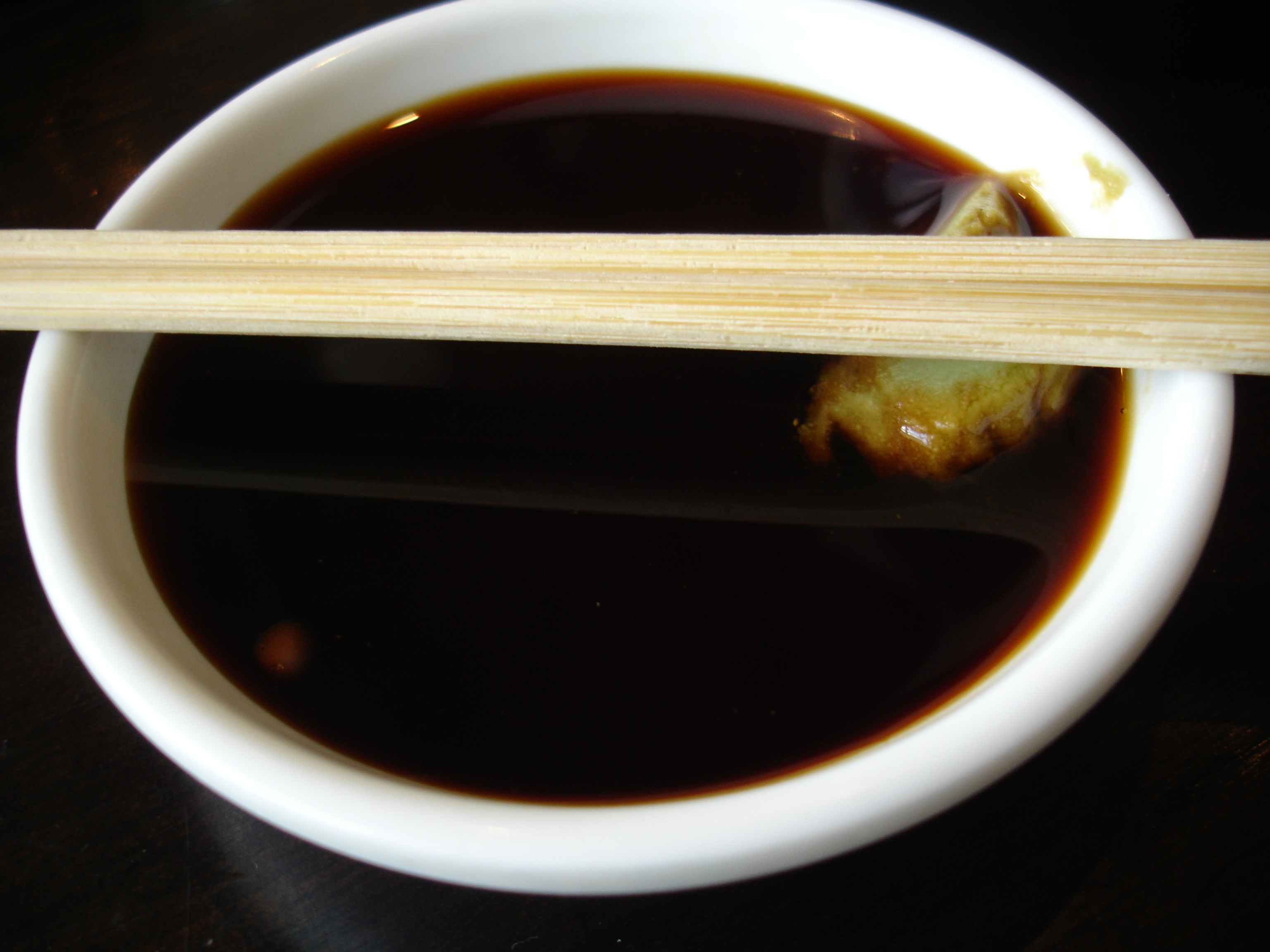
O molho de soja também é rico em componentes "umami".

O umâmi foi descoberto pelo professor Kikunae Ikeda e divulgado para a comunidade em 25 de julho de 1908. Foi reconhecido oficialmente pela comunidade científica nos anos 2000, após identificarem receptores específicos (mGluR4) para o aminoácido glutamato (principal representante do gosto umami) na língua humana.

## Histórico
Por muito tempo, cientistas debateram se o umâmi era mesmo um gosto básico. Em 1985, no Havaí, durante o primeiro Simpósio Internacional sobre o tema, o umâmi foi oficialmente reconhecido como o termo científico para descrever o gosto dos glutamatos e nucleotídeos, representado, principalmente pelo aminoácido L-glutamato e pelos 5’-ribonucleotídeos, como guanosina-5'-monofosfato (GMP) e inosina-5'-monofosfato (IMP).
A sensação do gosto umâmi é proporcionada após a ligação das moléculas acima mencionadas com receptores especializados presentes nas membranas das células gustativas humanas e animais. Seu efeito fundamental é a capacidade de equilibrar o gosto e harmonizar o sabor total de um prato. O umâmi também pode melhorar a palatabilidade de uma grande variedade de alimentos (Beauchamp, 2009). Os sais do ácido glutâmico, produzidos industrialmente, como o glutamato monossódico (MSG), monopotássico ou monoamônio, ionizam-se facilmente e apresentam esse gosto característico. Os sais de nucleotídeos, inosinato e guanilato dissódico ampliam a intensidade do gosto dos glutamatos, pois agem sinergicamente com este aminoácido.

## Descoberta do gosto umâmi

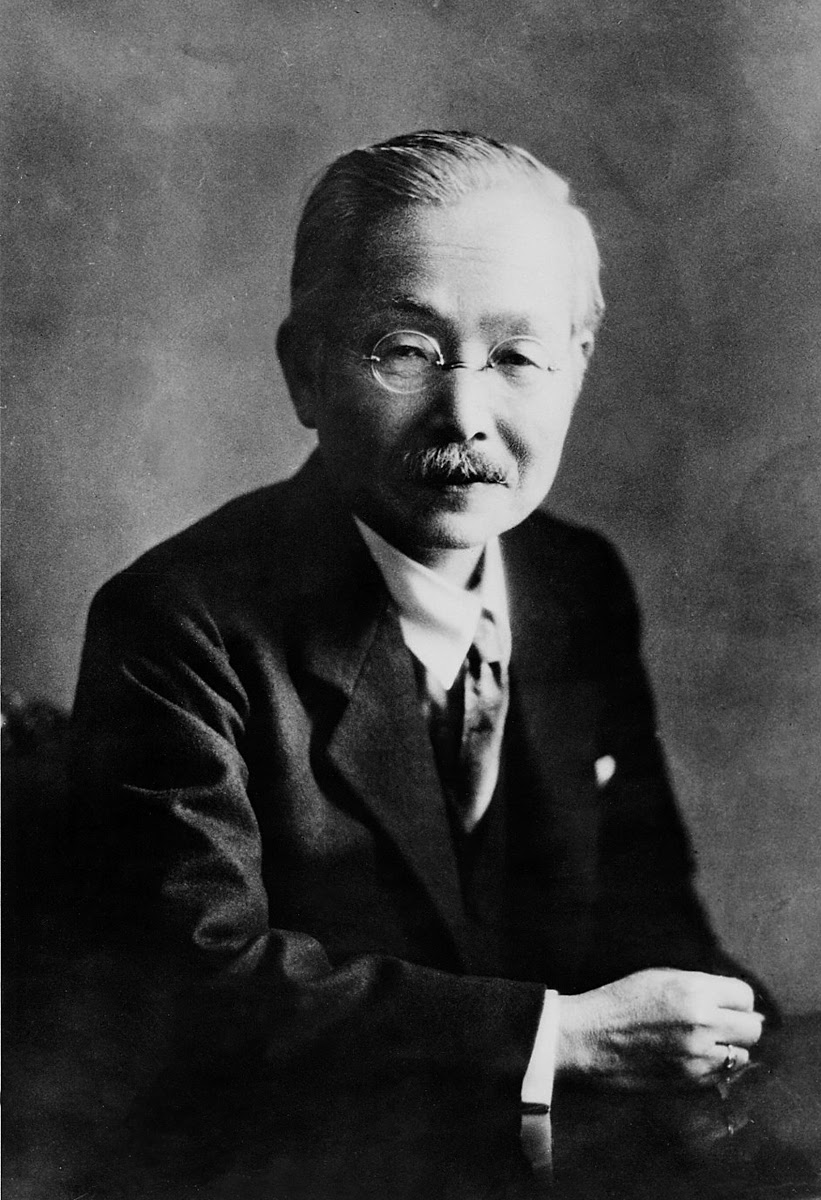
Kikunae Ikeda

O glutamato possui uma longa história na culinária.Molhos de peixe fermentado (garum) são ricos em glutamato e já eram usados na Roma antiga.No final de 1800, o chef Auguste Escoffier, que abriu um dos restaurantes mais glamourosos de Paris, criou refeições que combinavam umâmi com os demais gostos,  mas ainda não conhecia as peculiaridades químicas do gosto em particular.
O umâmi não tinha sido propriamente identificado até 1908. Quando o cientista e professor da Universidade Imperial de Tóquio, Kikunae Ikeda, verificou que o glutamato era responsável pela palatabilidade do caldo feito com a alga marinha kombu, chamado de kombu dashi, percebeu que havia algo distinto dos sabores básicos conhecidos até então (doce, azedo, amargo e salgado), e o chamou de umami.
Mais tarde, um discípulo do professor Ikeda, Shintaro Kodama, descobriu em 1913 que flocos de bonito seco, também utilizados para o preparo de kombu dashi, continham outra substância que conferia o umâmi, o 5'-ribonucleotídeo IMP.
Em 1957, Akira Kuninaka percebeu que o 5'-ribonucleotídeo GMP, presente em cogumelos shiitake, também proporcionava o gosto umâmi. Uma das descobertas mais importantes de Kuninaka foi o efeito sinérgico entre os 5'-ribonucleotídeos e o glutamato. Quando alimentos ricos em glutamato são combinados com ingredientes que possuem 5'-ribonucleotídeos, a intensidade de gosto resultante é maior do que a soma dos dois ingredientes separados.Esta sinergia do Umami fornece uma explicação para várias harmonizações de ingredientes clássicos.
Este conceito se inicia  com o motivo pelo qual os japoneses fazem dashi com alga marinha kombu e flocos de bonito seco e a combinação continua em vários outros pratos. Por exemplo, os chineses acrescentam alho-poró chinês e repolho
à sopa de galinha, semelhante à sopa escocesa cock a leekie. Os italianos adicionam queijo parmesão ao molho de tomate com cogumelos. A sensação do gosto umami desses ingredientes misturados ultrapassa o gosto de cada um deles sozinho.

## Propriedades do gosto umâmi
O umâmi possui um gosto residual suave, mas duradouro. Ele induz a produção de saliva, além de uma sensação aveludada na língua; pode estimular a garganta, o palato e a parte de trás da boca (Yamaguchi, 1998).
Sozinho, o umâmi não é necessariamente saboroso, mas torna agradável uma grande variedade de alimentos, especialmente na presença de aromas correspondentes. Como outros gostos básicos, com a exceção da sacarose, o umâmi deve estar dentro de uma faixa de concentração relativamente estreita. O gosto Umami ideal depende também da quantidade de sal.
Roininen et al. (1996) mostrou que as classificações de agradabilidade, intensidade de gosto e salinidade ideais de sopas com pouco sal foram maiores quando a sopa continha umâmi, enquanto sopas com pouco sal sem umâmi eram menos saborosas.
Alguns grupos populacionais, como os idosos, podem se beneficiar do gosto umâmi, porque sua sensibilidade ao gosto e ao cheiro é prejudicada pela idade e o tratamento com medicamentos. A perda de paladar e olfato podem contribuir para um estado nutricional deficiente, aumentando o risco de doenças.

## Alimentos umâmi
O gosto umâmi é comum em alimentos que contêm L-glutamato, IMP e GMP, principalmente em peixes, crustáceos, carnes curadas, certas hortaliças (repolho chinês, espinafre, etc.), cogumelos, tomates maduros, ou chá verde e produtos fermentados e envelhecidos (queijos, pastas de camarão, extrato de levedura, molho de soja, etc.).
O primeiro encontro de uma pessoa com umâmi é geralmente pelo leite materno , mas muitos alimentos consumidos diariamente são ricos em umâmi. O leite materno contém aproximadamente a mesma quantidade de umâmi que caldos.
Existem algumas diferenças entre caldos de diferentes países. O dashi japonês dá uma sensação de gosto umâmi bastante puro,  porque não é baseado em carnes. No dashi, o L-glutamato vem da alga marinha kombu (Laminaria japonica) e o inosinato vem de flocos de bonito seco (katsuobushi) ou sardinhas secas pequenas (niboshi). Em contraste, caldos ocidentais ou chineses têm um gosto mais complexo, por causa de uma mistura maior de aminoácidos provenientes de ossos, carnes e legumes.
Pode–se dizer que o sabor doce e o umami evoluíram como “sensores energéticos” para reconhecer as fontes de energia de carboidratos e proteínas

## Receptores gustativos
Todas as papilas gustativas na língua e outras regiões da boca podem detectar o gosto umâmi independentemente de sua localização.
O mapa da língua, que indicava que os gostos eram distribuídos em regiões diferentes da língua, é um equívoco comum. Estudos bioquímicos identificaram os receptores gustativos responsáveis pela percepção do umami,  mGluR4, mGluR1 e receptor gustativo tipo 1 e 3 (T1R1 + T1R3), e verificaram que todos estavam presentes nas papilas gustativas e em qualquer região da língua.
A  Academia de Ciências de Nova Iorque corroborou a aceitação desses receptores e afirmou que "estudos recentes de biologia molecular identificaram fortes candidatos a receptores de umâmi, incluindo o herodímero T1R1/T1R3 e receptores truncados metabotrópicos de glutamato do tipo 1 e 4,  a maioria com ausência do domínio extracelular N-terminal (taste-mGluR4 e truncated-mGluR1) e brain-mGluR4.
Os receptores mGluR1 e mGluR4 são específicos para o glutamato, enquanto que T1R1 + T1R3 são responsáveis pela sinergia já descrita por Akira Kuninaka em 1957. No entanto, o papel de cada tipo de receptor nas células de papila gustativa permanece incerto. Eles são  receptores acoplados às proteínas G (GPCRs) com moléculas de sinalização semelhante, que incluem proteínas G beta-gama, PLCb2 e a liberação de cálcio (Ca2+) mediada por IP3 a partir de armazenamentos intracelulares.
O Ca2+ ativa o canal de cátion seletivo do receptor de potencial transitório melastatina 5 (TrpM5) que leva à despolarização da membrana e à consequente liberação de ATP e secreção de neurotransmissores, incluindo a serotonina.
As células que respondem aos estímulos de gosto Umami não possuem sinapses típicas, mas o ATP transmite sinais de gosto para os nervos gustativos e, por sua vez, para o cérebro, que interpreta e identifica a qualidade do sabor.